# صمويل نيوهاوس
صمويل نيوهاوس (18 أكتوبر 1853-22 سبتمبر 1930)، رجل أعمال أمريكي من ولاية يوتا وقطب في مجال التعدين.

## حياته
وُلِد صامويل في مدينة نيويورك لأبوين يهود أوروبيين مهاجرين، لكنه نشأ في ولاية بنسلفانيا حيث درس القانون ومارسه. في عام 1879 انتقل إلى كولورادو وانخرط في أعمال الشحن في ليدفيل.
في عام 1883، تزوج من إيدا ستينجلي التي كانت والدتها تدير منزلًا داخليًا محليًا. كانت إيدا تبلغ من العمر 16 عامًا آنذلك. وبينما كانت الأم وابنتها تديران فندقًا في ليدفيل، استحوذ صمويل على عقارات التعدين في أوراي، كولورادو، وباعها لاحقًا مقابل عدة ملايين من الدولارات وانتقل إلى دنفر، حيث أصبح مضاربًا ومروجًا للعقارات وله اتصالات واسعة في الشرق وأوروبا.
في عام 1896، انتقل إلى يوتا، حيث دخل في شراكة مع توماس وير، وأصبح له دور فعال في تأمين الاستثمار الإنجليزي في عملية تعدين النحاس الوليدة في وادي بينغهام، والذي تحول لاحقًا إلى منجم بينغهام كانيون العظيم. كما طور تعدين الفضة في جبال سان فرانسيسكو بالقرب من بيفر بولاية يوتا، واستثمر ما يقرب من 2 مليون دولار لبناء منجم وطاحونة ولتطوير بلدة نيوهاوس التي سميت باسمه. كان له دور فعال في حفر نفق نيوهاوس (يسمى الآن نفق أرغو) وهو نفق تصريف مناجم رئيسي يقع في أيداهو سبرينغز.
أقام مساكن في لونغ آيلاند ونيويورك ولندن وقصر في فرنسا، وكان يفضل العيش في مدينة سولت ليك، حيث طور مساحة كبيرة من وسط المدينة لتحويل وسط المدينة جنوبًا من تمبل سكوير على بعد أربع بنايات. كما بنى أول ناطحات سحاب في المدينة مكونة من 11 طابقًا.
في وقت من الأوقات، امتلك قطعة أرض في مدينة نيويورك أقيم عليها لاحقا مبنى فلاتيرون. ومع ذلك انهارت إمبراطوريته المالية في عام 1916.